# IL1F10
IL1F10‏ (Interleukin 1 family member 10) هوَ بروتين يُشَفر بواسطة جين IL1F10 في الإنسان.